# Diário do Paraná
O Diário do Paraná foi um jornal de circulação diária sediado em Curitiba, capital do estado do Paraná e de propriedade de Assis Chateaubriand em parcerias com a família Stresser.

## História
Com a intenção de estender o império das comunicações dos Diários Associados no estado do Paraná, Assis Chateaubriand associou-se aos Stresser e fundou, em 29 de março de 1955, (data do aniversário de Curitiba) o periódico Diário do Paraná. O comando e a direção editorial ficou sob a responsabilidade do jornalista Adherbal Stresser; juntamente com seu filho, o também jornalista e radialista Ronald Sanson Stresser .
Com a decadência do grupo de Chateaubriand na década de 1970, o jornal não conseguiu se manter rentável e acabou por fechar suas portas em 23 de janeiro de 1983, ainda sob o comando de Ronald Sanson Stresser.

### Colaboradores
Em 28 anos de atividade, o Diário do Paraná contou com a colababoração de importantes e expoentes jornalistas e personalidades ligadas a cultura, como: Sylvio Back, Mário de Andrade, Carlos Drummond de Andrade, Paul Garfunkel, Valêncio Xavier, Adalice Araújo, Roberto Muggiati, Alberto Massuda, Ênio Marques Ferreira, Luiz Geraldo Mazza, Yvelise Araújo, entre outros.